# Мазур Наталія Павлівна
Мазур Наталія Павлівна (Наталя Мазур) народилася  (29 липня 1961), в  м.  Дунаївці,  Дунаєвецького району, Хмельницької області — українська письменниця. 
Учасниця:  
Національна спілка письменників України.
Української асоціації письменників художньо-соціальної літератури м. Львів;
Всеукраїнської творчої спілки «Конгрес літераторів України» м.Хмельницький; 
Міжрегіонального літературного товариства "Об'єднанні словом" м.  Івано-Франківськ;   
Літературно-мистецького об'єднання «Сонях» м. Дунаївці; 

## Біографія
Народилася 29 липня 1961р. в м. Дунаївці Хмельницької області в сім`ї робітників.
Закінчила в 1978 році середню школу №1 в м. Дунаївці та в 1982 році Національний економічний університет в м. Тернопіль.
Проживає у місті Дунаївці Хмельницької області.
За освітою економіст. Двадцять років працювала на підприємстві народного господарства – Дунаєвецькій суконній фабриці.

## Творчість
Автор книг поезії:
- «Душа на кінчику пера» Поезії. (Хмельницький, видавець Стасюк Л.С., квітень 2012 р., 80 стр., чорно-білі ілюстрації);  ISBN 978-966-2758-03-0
- «Мокре сонечко» Вірші для дітей. (Хмельницький, видавець Стасюк Л.С., листопад 2012 р., 32 стр., кольорові ілюстрації); ISBN 978-966-2758-22-1
- «Трем тиші» Поезії. (Київ, видавництво "Український пріоритет", 120 стр., вересень 2016 р., чорно-білі ілюстрації); ISBN 978-617-7398-12-6
- «Забавлянки» Віршотворені ігри для спілкування з дитиною. (Київ, видавництво Час майстрів, 64 стр., травень 2019 р., кольорові ілюстрації); ISBN 978-966-915-252-7
- «Потешки» Віршотворені ігри для спілкування з дитиною. (Київ, видавництво Час майстрів, 64 стр., травень 2019 р., кольорові ілюстрації); ISBN 978-966-915-253-4
- «Стакато дощу» ПІсні: вірші - Наталя Мазур, музика - Коляда Олександр Володимирович (Житомир, видавець О.О. Євенюк, 68 стр., вересень 2019 р., ноти); ISMN 979-0-9007108-7-1
- «Казки самшитової алеї» Казки. (Житомир, видавець О.О. Євенюк, 76 стр., грудень 2020 р., кольорові ілюстрації); ISBN 978-966-995-169-4
- «Досі люблю» Пісні: вірші - Наталя Мазур, музика - Василь Корба. (Вінниця, видавництво "Твори", 36 стр., квітень 2022 р., ноти); ISMN 979-0-707541-03-6
- «Пригоди маленького панденяти» Казка (Одеса, Di-Sling by Diana Poznyak, 32 стр., червень 2023 р., кольорові ілюстрації)

Перекладач  віршів Яра Геначева для книги « Вальс листопаду» (2016).
В 2020 році в Берліні (Німеччина) за підсумками VII Міжнародного конкурсу вийшла збірка сучасних казок німецькою мовою «Zwei Käfer», куди увійшли дві казки Наталі Мазур «Маленька Адрі та Зубна Фея» і « Кецаль».
Твори Наталі Мазур внесені до посібника серії «Шкільна бібліотека» для 5-7 класів закладів загальної середньої освіти. Рекомендовано Міністерством освіти та науки України.
Друкувалася у колективних збірках, антологіях, часописах, періодиці:
● м. Хмельницький: «Свою Україну любіть» (2011); «Оберіг» (2012); «Добра казка» (2012); «Медобори» (2013, 2015, 2016, 2017, 2018, 2019, 2021, 2022); «Літіум» (2011, 2012); «Ліра» (2011, 2012, 2013); «Сонях» (2013); «Вінтаж» (2013); «Сто творів, які варто прочитати цього літа» (2013); «Софія» (2014); «Берегиня» (2014); «Дух землі» (2015); «Сила почуттів» (2015); «Поетична топоніміка» (2015); «Антологія сучасної української літератури» (2015); «Магія кохання» (2016); «Дух вічний України» (2016); «Барви» (2016); «Енциклопедія сучасної літератури» (2016); «Пером і пензлем, і душею» (2018); «Літературна громада» (2019); «Слово єднає» (2018, 2020). «Південний Буг» (2021); 
● м. Кременчуг: «Натхнення» (2013); «Осінь в камуфляжі» (2014); «Огні горять» (2017).
● м. Канів: «Скіфія» (2012,2013); «Антологія сучасної новелістики та лірики України»(2013, 2014); «В тонах любви»(рос.) (2014); «Намалюй мені ніч» (2015).
● м. Київ: «Різдвяний карнавал» (2014); «Поезія натхненна жінкою» (2016р.); «Слово жінки» (2016); «Обпалені крила. Поезія сучасної України» (2018); «Різдвяний карнавал поезій» (2019); «Стучатся болью в сердце даты» (2020); « У пошуку альтернативи. Поезія сучасної України» (2020). «З Україною у серці» (2023):
● м. Луганськ:  «Писанки ярки» (рос.) (2014);
● м. Чернівці: «Небесна сотня» (2014);
● м. Мукачево: «Воїнам світла» (2015);
● м. Львів: «Рудик» (2015), «Рядками долі» (2018);
● м. Червоноград: «Галицький меридіан» (2016р.);
● м. Кам`янець-Подільський: «Кам`янець-Подільський заспівай» (2016);
● м. Лубни: «Мислити і жити Україною» (2016); «Понад усе нам Україна» (2018);
● м. Покровськ: «Пригорнусь душею до Вкраїни» (2017); «Зоряна криниця» (2018);
● м. Харків: «Харківський міст» (2017; 2021); « Музика моря» (рос.) (2018);
● м. Івано-Франківськ: «Літературний ліхтар Івано-Франківська» (2017);
● м. Дрогобич «Гомін підгір’я» (2017);
● м. Острог «Крила» (2018);
● м. Житомир «Житомир TEN» (2018, 2019);
● м. Дніпро «Мальви для героя» (2019).
В журналах Дніпро (журнал), Золота Пектораль (журнал), Світ дитини, Малятко (журнал), «Фіleo + lогоs», «Твій шлях», «TekstOver», «ЛітераТ», Слово жінки.
У періодичний виданнях м. Дунаївці, м. Кам'янець-Подільський, м. Хмельницький, м. Київ, м. Лубни  та Криму.
Є автором понад сотні пісень для дорослих та дітей, музику до яких написали Віктор Охріменко, Оксана Петрова,Василь Корба, Сергій Голоскевич,Володимир Улановський, Анатолій Черняхівський, Пустовий Іван Тимофійович, Володимир Сірий, Анатолій Мельник, Михайло Люшня, Олесь Коляда, Микола Ведмедеря.

## Відзнаки
- Переможець  Всеукраїнського літературного конкурсу імені Леся Мартовича (І місце у номінації «Дитяча книга») (м. Львів 2014 р.);
- Дипломант II Всеукраїнського літературного конкурсу імені Леся Мартовича. (Номінація «Поезія, добірки) (м. Жовква 2015 р.);
- Переможець Першого Міжнародного загальноукраїнського літературного конкурсу військово-патріотичної прози і поезії  "WAR IN UKRAINE — 2017";
- Лауреат  Міжнародного літературного конкурсу «Каплантида – 2017»: номінація «Мала проза» - І місце, номінація «Поезія» - III місце. (м. Київ 2017р.);
- Гран-Прі Міжнародного літературно-поетичного конкурсу «Обранці небес» присвячений пам’яті Василя Стуса, (м. Київ-м. Родинське 2017 р.);
- Дипломант Міжнародного літературно-поетичного конкурсу «Обранці небес» присвячений пам’яті В. Стуса. Номінація «Громадянська лірика» - І місце, номінація «Проза» - І місце, номінація «Пейзажно-філософська лірика» – III місце. (м. Київ-м. Родинське 2017 р.);
- Лауреат Всеукраїнського літературного конкурсу імені Володимира Дроцика у номінації «Поезія» за книгу «Трем тиші» (м. Червоноград 2017 р.);
- Дипломант IV Всеукраїнського літературного конкурс імені Леся Мартовича. III місце у номінації «Музичні твори». (м. Жовква 2018 р.);
- Лауреат XIX Загальнонаціонального конкурсу «Українська мова – мова єднання» у номінації «ЛАУРЕАТИ» за збірку поезій «Трем тиші». (м. Одеса 2018 р.);
- Дипломант І Літературно-мистецького конкурсу ім. В. Нестайка. Диплом III ступеня за книгу «Трем тиші». (м. Бердичів 2019 р.);
- Дипломант (І місце) VII Міжнародного творчого конкурсу «Казка сьогодні». (Німеччина 2019 р.);
- Переможець Національного конкурсу «Краща книга України 2019». Книга «Забавлянки» визнана «Кращою книгою України 2019» у номінації «Світ дитинства» за версією  Державний комітет телебачення і радіомовлення України. (м. Київ 2019 р.);
- Дипломант  Літературно-поетичного конкурсу «Таманські читання 2020». І місце в номінації «Конкурс одного вірша». (м. Покровськ 2020 р.);
- Дипломант Міжнародного літературного конкурсу Коронація слова. «Дитяча коронація» в номінації «Дорослі для дітей (молодші школярі), анімаційний серіал» за книгу «Казки самшитової алеї». (м. Київ 2020 р.);
- Лауреат II Фестивалю-конкурсу поезії та авторської пісні ім. В. Ізотова «Бердичів скликає друзів» Онлайн-конкурс одного вірша. (м. Бердичів 2020 р.).;
- Дипломант VII Всеукраїнського літературного конкурсу ім. Леся Мартовича ( Диплом І ступеня з відзнакою в номінації "Поезія. Книги") (м. Львів 2023 р.):
- Нагороджена Почесною грамотою Українського фонду культуриім. Б. Олійника (м. Київ, 2019 р.)

## Газети
- «Подільські вісті» від 10 8 березня 2018 р.  Стаття «Магія жіночої поезії»; Газета «Подільські вісті» №12 від 08.03.2018р. та №7 від 01.02.2018р. №15 від 15.02.2018р.
- «Подільські вісті» від 13 червня 2019 р. №24 Стаття «Отримала визнання у Німеччині»;
- «Подільські вісті»  від 02 червня 2022 р. №22  Стаття «Всі ми рідні, нема чужих»
- « Література та життя» за липень-вересень 2017 р. № 3 Розділ «Конкурси, фестивалі» ст.8;
- «Актуально для подолян» від 5 червня 2019 р. Казка «Маленька Адрі та Зубна Фея»;
- «Галичина» від 6 грудня 2016 р. №94 Стаття «Про що тремтить тиша»;
- «Дунаєвецький вісник» від 13 жовтня 2011 р. Стаття «Нові імена на літературній карті Дунаєвеччини»;
- «Дунаєвецький вісник» від 8 листопада 2012 р. Стаття «Дорожче фамільних діамантів»;
- «Дунаєвецький вісник» від 29 листопада 2012 р. Стаття «На ліричних струнах душі»;
- «Дунаєвецький вісник» від 2 серпня 2012 р. Стаття «Щедрий ужинок Наталії Мазур»;
- «Дунаєвецький вісник» від 29 травня 2014 р. Стаття «Дорогами галицької інтелігенції»;
- «Дунаєвецький вісник» від 31 липня 2014 р. Стаття «Поезія зі смаком Львівської кави»;
- «Дунаєвецький вісник» від 21 серпня 2014 р. Стаття «Поезія Дністрових круч»;
- «Дунаєвецький вісник» від 18 лютого 2016 р. Стаття «Кохання і поезія – без меж»
- «Дунаєвецький вісник» від 13 жовтня 2016 р. Стаття «Щемлива тиша, що не відпускає»;
- «Дунаєвецький вісник» від 3 листопада 2016 р. Стаття «Трем тиші у Хмельницькому»;
- «Дунаєвецький вісник» від 16 лютого 2017 р. Стаття «Третя книга Дунаєвецької авторки»;